# Centro recreacional Huayquique
El Centro recreacional Huayquique perteneciente al Ejército de Chile, está ubicado en el borde costero del sector sur de Iquique, a 15 minutos del centro de la ciudad, rodeado por la playa de Huayquique, una de las principales playas de esta ciudad.
Este centro cuenta con un comedor para 600 personas, 3 piscinas, 3 canchas de tenis, 1 multicancha de pasto y 2 multicancha de pasto sintético.

## Copa Davis
Entre el 16 y 17 de julio de 2016 en estas instalaciones se desarrolló el enfrentamiento entre los equipos de Chile y Colombia, por la segunda ronda del Grupo I de la Zona Americana de la Copa Davis 2016. Donde Chile venció 3-1 y avanzó a la Repesca del Grupo Mundial de 2017, no sin polémica ya que el equipo colombiano desde un comienzo protestó por el mal estado de la cancha, debido a una tormenta de arena que afectó a Iquique el viernes 8 de julio de 2016, incluso haciendo retrasar en un día el inicio de la serie.